# Michałowice (Lubsza)
Michałowice (deutsch: Michelwitz) ist ein Ort in der Landgemeinde Lubsza im Powiat Brzeski der Woiwodschaft Oppeln in Polen.

## Geographie
Das Angerdorf Michałowice liegt rund vier Kilometer südwestlich von Lubsza (Leubusch), vier Kilometer nördlich von Brzeg (Brieg) und 50 Kilometer nordwestlich von Opole (Oppeln) in der Schlesischen Tiefebene. Westlich des Dorfes fließt die Oder. Durch den Ort verläuft die Landesstraße 39.
Nachbarorte von Michałowice sind im Norden Myśliborzyce (Luisenthal) und im Süden Pisarzowice (Schreibendorf).

## Geschichte

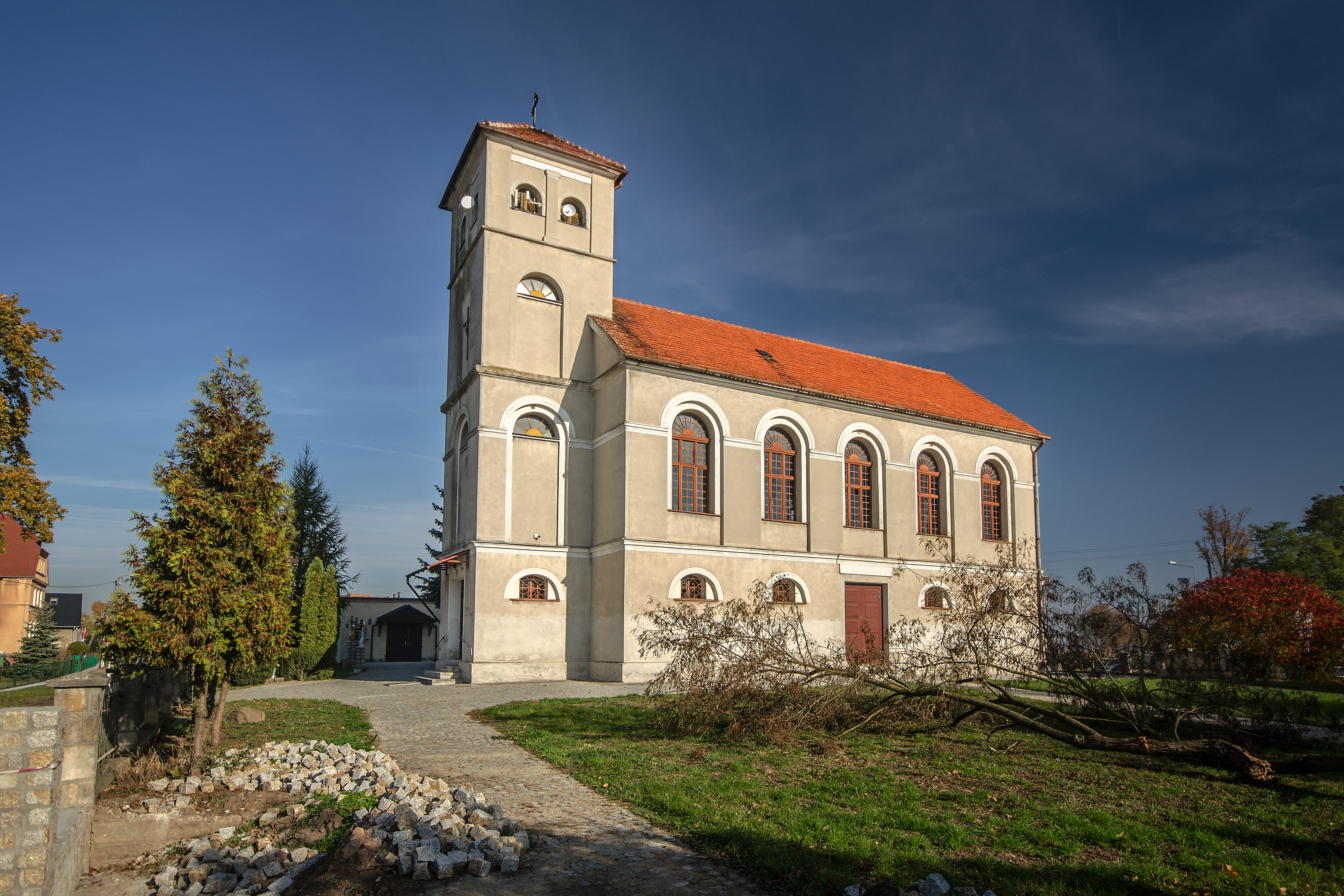
Michaeliskirche

Der Ort Michelwitz wird 1264 erstmals in einer Urkunde erwähnt.
Nach dem Ersten Schlesischen Krieg 1742 fiel Michelwitz zusammen mit dem größten Teil Schlesiens an Preußen.
Nach der Neugliederung Preußens gehörte die Landgemeinde Michelwitz ab 1815 zur Provinz Schlesien und war ab 1816 dem Landkreis Brieg eingegliedert, mit dem es bis 1945 verbunden blieb. 1874 wurde der Amtsbezirk Scheidelwitz gegründet, welcher die Landgemeinden Louisenthal und Schreibendorf und die Gutsbezirke Garbendorf, Louisenthal und Michelwitz umfasste. 1885 zählte der Ort 608 Einwohner.
1933 zählte Michelwitz 700, 1939 wiederum 766 Einwohner. Bis 1945 befand sich der Ort im Landkreis Brieg.
Als Folge des Zweiten Weltkriegs fiel Michelwitz wie fast ganz Schlesien 1945 an Polen, wurde in Michałowice umbenannt und der Woiwodschaft Schlesien angegliedert. Die deutsche Bevölkerung wurde, soweit sie nicht vorher geflohen war, weitgehend vertrieben. Die neu angesiedelten Bewohner waren zum Teil Heimatvertriebene aus Ostpolen. 1950 kam der Ort zur Woiwodschaft Oppeln. 1999 kam der Ort zum Powiat Brzeski.

## Sehenswürdigkeiten
- Die römisch-katholische Michaeliskirche (poln. Kościół św. Michała Archanioła) wurde 1841 im klassizistischen Stil als protestantisches Gotteshaus errichtet. Zuvor bestand an gleicher Stelle eine hölzerne Kirche, welche 1824 durch ein Feuer zerstört wurde.[2] Nach 1945 wurde die Kirche der katholische Gemeinde übergeben. Die Michaeliskirche steht seit 1966 unter Denkmalschutz.[6]
- Denkmal für die Gefallenen des Ersten Weltkriegs – teilweise demoliert
- Gedenkstein für die örtliche Feuerwehr
- Hölzernes Wegekreuz

## Vereine
- Freiwillige Feuerwehr OSP Michałowice
- Fußballverein LZS KSRG Michałowice